# 이도스
이도스(영어: idose)는 6개의 탄소 원자가 포함된 단당류이고, 알데하이드기를 가지고 있는 알도스이며, 화학식은 C6H12O6이다. 이도스는 자연계에서 발견되지 않지만, 이도스의 우론산인 이두론산은 중요하다. 이두론산은 글리코사미노글리칸인 데르마탄황산과 헤파란황산의 구성성분이다. 첫 번째 및 세 번째 하이드록시기는 두 번째 및 네 번째와 반대 방향이다. 이도스는 D-글리세르알데하이드와 L-글리세르알데하이드의 알돌축합반응에 의해 만들어진다.
L-이도스와 D-글루코스는 5번 탄소(C-5)에서 입체화학적 성질이 다른 에피머이다.
| D-이도스의 구조       | D-이도스의 구조       | D-이도스의 구조       |
| 골격 구조식           | 하워드 투영식         | 하워드 투영식         |
| --------------------- | --------------------- | --------------------- |
|                       | α-D-이도푸라노스 16 % | β-D-이도푸라노스 16 % |
| α-D-이도피라노스 31 % | β-D-이도피라노스 37 % |                       |

## 같이 보기
- 글루코스
- 프럭토스
- 갈락토스